# Niepokonani (film 2010)
Niepokonani (ang. The Way Back) – dramat wojenny z 2010 roku opowiadający o grupie uciekinierów z obozu gułagu na Syberii w czasie II wojny światowej. Reżyserem filmu był Peter Weir, natomiast scenariusz napisał on sam wspólnie z Keithem Clarkiem na podstawie popularnej w latach pięćdziesiątych XX wieku książki Sławomira Rawicza Długi marsz.
W filmie występują Jim Sturgess jako Janusz, Colin Farrell jako Walka, Ed Harris jako Mister Smith, Saoirse Ronan jako Irena, Alexandru Potocean jako Tomasz, Sebastian Urzędowski jako Kazik, Gustaf Skarsgård jako Voss, Dragoș Bucur jako Zoran i Mark Strong jako Chabarow.
Produkcja ta została wyróżniona nominacją do Oscara za najlepszą charakteryzację.

## Fabuła
Janusz, młody polski oficer, jeniec sowiecki w ZSRR, w roku 1940 zostaje oskarżony o szpiegostwo na podstawie fałszywych zeznań wymuszonych przez NKWD na jego żonie i skazany na 20 lat łagru.
W obozie na Syberii Janusz spotyka Amerykanina mr. Smitha, rosyjskiego aktora Chabarowa, kryminalistę zwanego Walka, rysownika Tomasza, 17-letniego Kazika cierpiącego na kurzą ślepotę, a także łotewskiego księdza Vossa i Serba Zorana. Chabarow wyznaje Januszowi, że zamierza uciec z obozu. Postanawiają więc zgromadzić zapasy żywności i uciekać wiosną na południe, do Mongolii. Nieco później Amerykanin Mr. Smith ujawnia, że Chabarow wcale nie zamierza uciekać, a jego opowieści służą jedynie podniesieniu własnego prestiżu wśród więźniów. Janusz nie rezygnuje jednak z planu, ale uznaje, że uciekać trzeba wcześniej, w zimie, w czasie burzy śnieżnej, która zatrze ślady uciekinierów.
Pewnego wieczora, podczas zamieci, Janusz ucieka, a wraz z nim mr. Smith, Walka, Zoran, Voss, Tomasz i Kazik. Sztorm śnieżny przybiera na sile i niektórzy członkowie grupy zastanawiają się nad powrotem do obozu. Janusz, uważający, że pogoda jest ich sprzymierzeńcem, wycina im maski z kory brzozowej na twarze i grupa rusza w drogę, zostawiając pościg coraz dalej. Drugiej nocy, podczas zbierania drewna na opał Kazik gubi drogę od ogniska i zamarza. Towarzysze chowają go pod pryzmą kamieni i stwierdzają, że zmarł jako człowiek wolny.
Prowadzona przez Janusza grupa wydostaje się, po wielu dniach wędrówki, ze śniegów Syberii i dociera do jeziora Bajkał. Tam wędrowcy napotykają polską dziewczynę. Irena twierdzi, że uciekła z kołchozu i że jej rodzice nie żyją zamordowani przez Rosjan. Później okazuje się, że nie jest to cała prawda, ale grupa akceptuje dziewczynę i dalej podążają wszyscy razem aż do niepilnowanej (?) granicy z Mongolią. Tam następuje nieoczekiwane rozstanie z Walką, który uważa, że Rosja jest jego ojczyzną, a Stalin to bohater.
Grupa kontynuuje podróż zbliżając się do Ułan Bator i ciesząc się, że ich wędrówka dobiegła końca, gdy nagle Irena podbiega do wielkiego kamiennego łuku przed miastem i widzi na nim komunistyczne symbole. Wszystko wskazuje na to, że Mongolia jest obecnie krajem komunistycznym, w którym z pewnością nie będą bezpieczni, co potwierdza wizyta w zrujnowanym, pełnym kości zabitych mnichów, klasztorze. W tej sytuacji decydują się na dalszą wędrówkę na południe, do Indii przez Tybet i pustynię Gobi.
Długa wędrówka przez pustynię powoduje u wędrowców coraz poważniejsze odwodnienie. W pewnym momencie widzą coś, co wygląda jak grupa drzew na horyzoncie. Janusz uważa iż jest to miraż, ale inni skręcają z osi marszu na wschód i znajdują studnię; Janusz, chcąc nie chcąc, idzie za nimi. Zostają przy studni wszyscy przez kilka dni, ale w końcu ruszają dalej. W pewnym momencie Irena doznaje udaru słonecznego i umiera. Wkrótce potem umiera również Tomasz, a Mr. Smith traci chęć do życia. Janusz poleca Vossowi i Zoranowi dotrzeć do widocznych na południu gór i tam czekać, a sam zostaje ze Smithem, którego przekonuje, że jednak warto żyć.
Po jakimś czasie grupa łączy się ponownie, a nawet znajduje wodę. Są coraz bliżej łańcucha Himalajów. W pewnym momencie napotykają wędrownego szerpę, który wskazuje im drogę do buddyjskiego klasztoru. Tam nabierają sił, ale mnisi mówią, że przejście przez przełęcze będzie możliwe dopiero wiosną. Tam też odłącza od nich Mr. Smith, który postanawia przyłączyć się do wojsk amerykańskich walczących u boku Chińczyków z Japończykami. Pozostała trójka, mimo ostrzeżeń, rusza naprzód i po przeprawieniu się przez góry dociera do Indii.
Film kończy się krótkim przypomnieniem rządów komunistycznych w Europie i historii obalenia reżimu. Ostatnia scena przedstawia moment powitania, po pięćdziesięciu latach, Janusza z żoną.

## Recenzje
Film Niepokonani został w Stanach Zjednoczonych przyjęty dość ciepło. Serwis Rotten Tomatoes informował, że 74% krytyków wydało pozytywne opinie, a swój wynik oparło na 129 opiniach ze średnim notowaniem 6,8 na 10. Podsumowaniem opinii krytyków było stwierdzenie: Film nie wywołuje takich emocji jakich należałoby się spodziewać, ale to dzieło Petera Weira jest z pewnością wielkim spektaklem. Magazyn Empire nagrodził film trzema gwiazdkami z pięciu i napisał: „To jest dobry film, ale po tym reżyserze moglibyśmy spodziewać się wielkiego”. The Guardian również dał mu trzy gwiazdki i napisał: „Weir zrobił kolejny dobry film – ale zważywszy na jego rozmach, niezbyt wielki”. The Telegraph nazwał film „Podróżą, która wyda ci się okropną i heroiczną – ale i taką, którą będziesz chciał zobaczyć raz jeszcze”. W tydzień po premierze notowania skoczyły do 7,1 na 10.

## Wyróżnienia
Oscary 2010
- najlepsza charakteryzacja (nominacja) – Edouard F. Henriques, Greg Funk, Yolanda Toussieng